# John P. Cochran

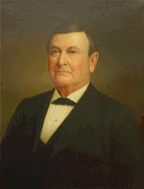

John Polk Cochran (7 de fevereiro de 1809 - 27 de dezembro de 1898) foi um político norte-americano que foi governador do estado do Delaware, no período de 1875 a 1879, pelo Partido Democrata.